# Crancs de riu

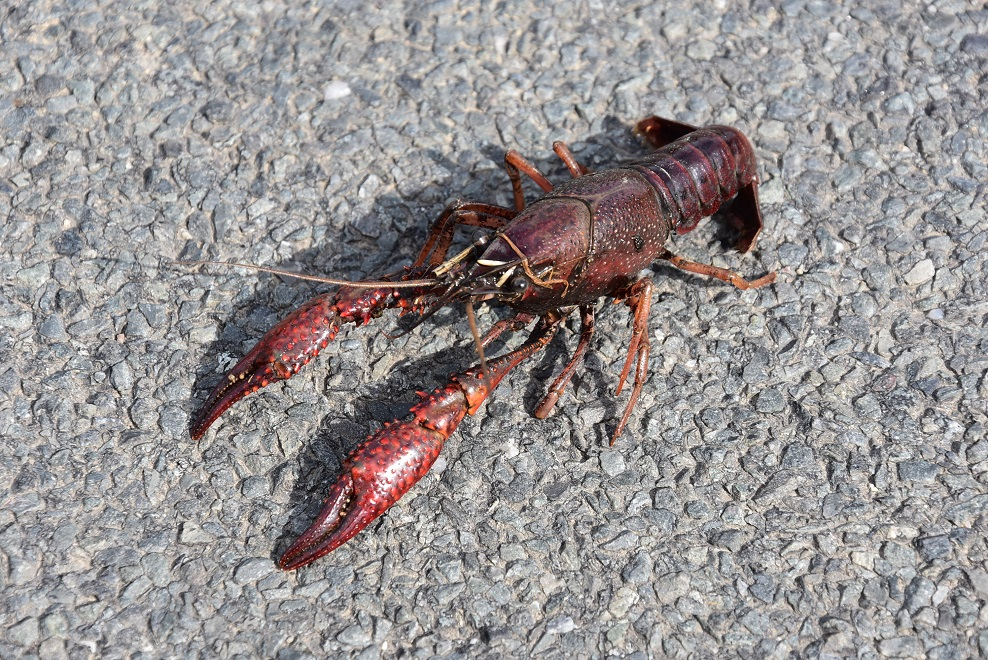
Procambarus clarkii, França

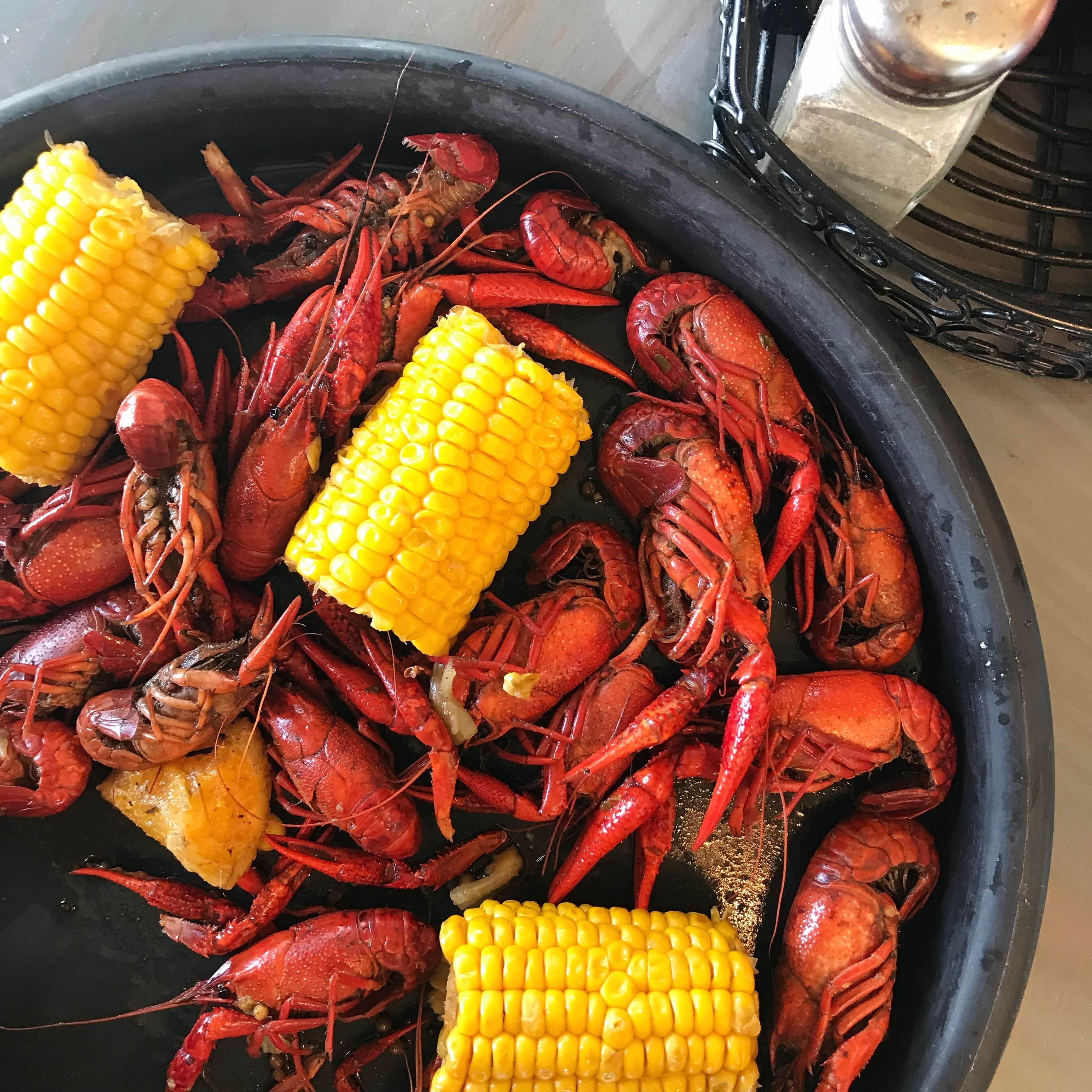
Crancs de riu a l'estil mexicà

Els crancs de riu són crustacis decàpodes i tots els individus formen part de les superfamílies Astacoidea i Parastacoidea, dues de les cinc superfamílies de l'infraordre dels astacideus. Comprenen tots els crancs d'aigua dolça.

## Morfologia
Els crancs de riu presenten una morfologia externa més allargada que la resta de crancs cosa que els fa similars a petits llamàntols.
Es componen de cefalotòrax amb 5 parells de potes, el primer parell amb pinces per alimentar-se, i l'abdomen amb falses potes o pleopodis.
Els crancs de riu muden l'exoesquelet i si es troben en latituds com les mediterrànies hivernen durant uns mesos.

## Biologia
Viuen a tots els continents en les aigües dolces amb la condició que no arribin a glaçar-se fins prop del fons durant l'hivern. Defugen els corrents ràpids i són animals de costums nocturns. La presència de cranc és un bon indicador de la qualitat de les aigües, tot i que no són gaire exigents en aquest aspecte.
S'alimenten de qualsevol matèria orgànica fins i tot carronya. Tenen molts depredadors al llarg de la seva vida: insectes, peixos, ocells i mamífers,i la llúdria.
La còpula va precedida d'una lluita, de vegades amb ferides mortals, entre el mascle, que té pinces, i la femella. Quan el mascle aconsegueix tombar la femella, deixa anar el semen, que surt de la base de les falses potes (pleopodis) de l'abdomen. En el cranc de riu ibèric la fecundació dels ous ocorre un mes després de la copulació.

## Sistemàtica
Els crancs de riu formen part de dos superfamílies:
- Els astacoïdeus (Astacoidea)
- Els parastacoïdeus (Parastacoidea)

Els astacoïdeus se subdivideixen en dues famílies, totes elles pròpies de l'hemisferi nord: 
- Els astàcids (Astacidae)
- Els carambàcids (Carambacidae)

Els parastacoïdeus comprèn una sola família, els parastàcids (Parastacidae), que són crancs de riu de l'hemisferi sud (Sud-amèrica, Madagascar, Australàsia), etc.

## Problemàtica del cranc de riu ibèric
El cranc de riu ibèric (Austropotamobius pallipes lusitanicus), abans molt abundant, està amenaçat d'extinció des dels anys setanta del segle xx per una malaltia fúngica causada pel fong Aphanomyces astaci.
Està prohibit pescar i comercialitzar el cranc de riu ibèric. El seu nínxol ecològic l'envaeix el cranc de riu americà (Procambarus clarkii), molt més resistent i propagador del fong.
En l'actualitat només es troba el cranc de riu ibèric en petits trams de la part alta dels rius de Castella i Lleó, La Rioja i País Basc i alguns reductes de població molt minsos a Catalunya, a les capçaleres de certes rieres prepirinenques.

## El cranc de riu com aliment
Són un menjar habitual a Europa i la Xina i especialment típic de l'estat de Louisiana, als Estats Units, on l'anomenen "crawfish." Se serveixen amb una salsa feta amb moltes espècies pel fet que el tipus de cranc que consumeixen no és gens gustós.
A la península Ibèrica el cranc de riu autòcton tenia molt de gust i per preparar-lo s'havia de treure part dels intestins arrencant la part central de la cua. En bullir-lo passava de color marronós al vermellós, que resultava molt més atractiu. Actualment, en ser una espècie protegida, no es pot consumir. Sí que es mengen diverses espècies de cranc de riu americà i d'altres importats especialment d'Àsia.